# Burg Gügel
Die Burg Gügel, auch Altengiech genannt, ist eine abgegangene Gipfelburg auf dem 515 Meter hohen „Gügel“ anstelle der Wallfahrtskirche Gügel, heute auch ein Stadtteil von Scheßlitz im Landkreis Bamberg in Bayern. Der Name Altengiech weist auf die benachbarte Giechburg hin.
Die Burg wurde erstmals 1274 mit einer Kapelle zu Ehren des Heiligen Pankratius urkundlich erwähnt. Die Ursprünge lagen in einer Vorgängerburg, die aus dem 12. Jahrhundert stammte. Die Besitzer der frühen Burganlage waren die Herren von Truhendingen. Die Burg wurde um 1348 bis 1421 zerstört.